# Полиньяк, Арман Жюль
Арман-Жюль-Франсуа де Полиньяк, 1-й герцог де Полиньяк (граф, позже герцог; фр, Armand Jules Francois de Polignac; 7 июня 1746, Клей-Суйи, Королевство Франция — 21 сентября 1817; Санкт-Петербург, Российская империя) — французский дворянин, военный, политический деятель и муж Иоланды де Поластрон.

## Биография
Жюль де Полиньяк родился 7 июня 1746 года в Клей-Суйи в семье маркиза Луи-Мелькиора-Армана де Полиньяка (1717—1792) и его жены Дианы Зефирины Манчини (1726—1755), внучки Филиппа Манчини (племянника знаменитого кардинала Мазарини), он носил титул маркиза де Манчини.
В 1772 году Жюль де Полиньяк стал первым оруженосцем графа д’Артуа, а затем в 1776 году первым оруженосцем королевы. Он сделал военную карьеру, был капитаном полка королевских драгун, в 1781 году получил звание бригадного генерала Королевской армии. В 1785 году ушёл из армии и был назначен потомственным герцогом (по патенту) 20 сентября 1780 года и генеральным почтмейстером в 1782 году. Он также был губернатором Шамбора и директором конезавода. Он часто проживал на своей земле Клей-Суйи, доставшейся ему от предков, где незадолго до революции приступил к строительству нового замка, который не успел достроить.
Эмигрировал в июле 1789 года, последовательно останавливаясь в Швейцарии, в Италии, в Праге и Вене, где его жена умерла в 1793 году. Затем уехал в Россию, где получил от императрицы Екатерины II землю на Украине и продолжал оставаться там после Реставрации. После Реставрации он был назначен пэром Франции постановлением от 4 июня 1814 года и потомственным пэром Франции постановлением от 18 августа 1815 года. За три недели до его смерти в России приказом от 31 августа 1817 года он стал герцогом-пэром.
21 сентября 1817 года Жюль де Полиньяк умер в возрасте 71 года в Санкт-Петербурге.

## Семья
В 1767 году Жюль де Полиньяк женился на Иоланде де Поластрон, дочери графа Жана-Франсуа-Габриэля де Поластрона, которая позже стала фавориткой королевы Марии-Антуанетты. У супругов было четверо детей:
- Аглая Луиза Франсуаза Габриэль де Полиньяк (1768—1803) — в 1780 году вышла замуж за Антуана VIII Луи-Мари де Грамона (1755—1836), герцога де Гиша, затем 8-го герцога де Грамона.
- Арман-Жюль-Мари-Ираклий де Полиньяк (1771—1847) — 2-й герцог де Полиньяк, в 1790 году женился на Нине Нойкирхенской из Нивенхайма, детей не было.
- Жюль-Огюст-Арман-Мари де Полиньяк (1780—1847) — граф (1817—1820), затем принц (1820—1847), затем 3-й герцог де Полиньяк (1847), 8-й премьер-министр Франции (1829—1830), в 1816 году женился на Барбаре Кэмпбелл (1788—1819), в 1824 году затем вторично женился на Мари Шарлотте Бутли-Паркинс (1792—1864), его потомки носят титул герцога де Полиньяка.
- Камиль Анри Мельхиор, граф де Полиньяк (1781―1855) — в 1810 году женился на Альфонсине Левассор де ла Туш (1791—1861), его потомками являются князья Монако.